# Journal of the Association for Information Systems
Journal of the Association for Information Systems is een internationaal, aan collegiale toetsing onderworpen wetenschappelijk tijdschrift op het gebied van de informatiesystemen. De naam wordt in literatuurverwijzingen meestal afgekort tot J. Assoc. Inform. Syst. Het is opgericht in 2000 en wordt uitgegeven door de Association for Information Systems.